# Sławomir Sierakowski
Sławomir Witold Sierakowski (ur. 4 listopada 1979 w Warszawie) – polski publicysta, socjolog, krytyk literacki i teatralny, wydawca, okazjonalnie dramaturg, założyciel i redaktor naczelny pisma „Krytyka Polityczna”, internetowego „Dziennika Opinii” oraz Wydawnictwa Krytyki Politycznej, współtwórca REDakcji.

## Życiorys

### Dzieciństwo
Wychowywał się na osiedlu bloków na warszawskich Jelonkach. Według własnej relacji w latach 80. XX w. należał do harcerstwa „o zaostrzonym rygorze” (niezależnego). Jako piętnastolatek podjął z własnej inicjatywy pracę zarobkową, myjąc okna w Fabryce Samochodów Osobowych na Żeraniu i biurowcu Instytutu Pamięci Narodowej przy ul. Towarowej 28, sprzątając w restauracjach Magdy Gessler, a później udzielając korepetycji z matematyki. Jako uczeń liceum zainteresował się historią lewicy antykomunistycznej.

### Wykształcenie

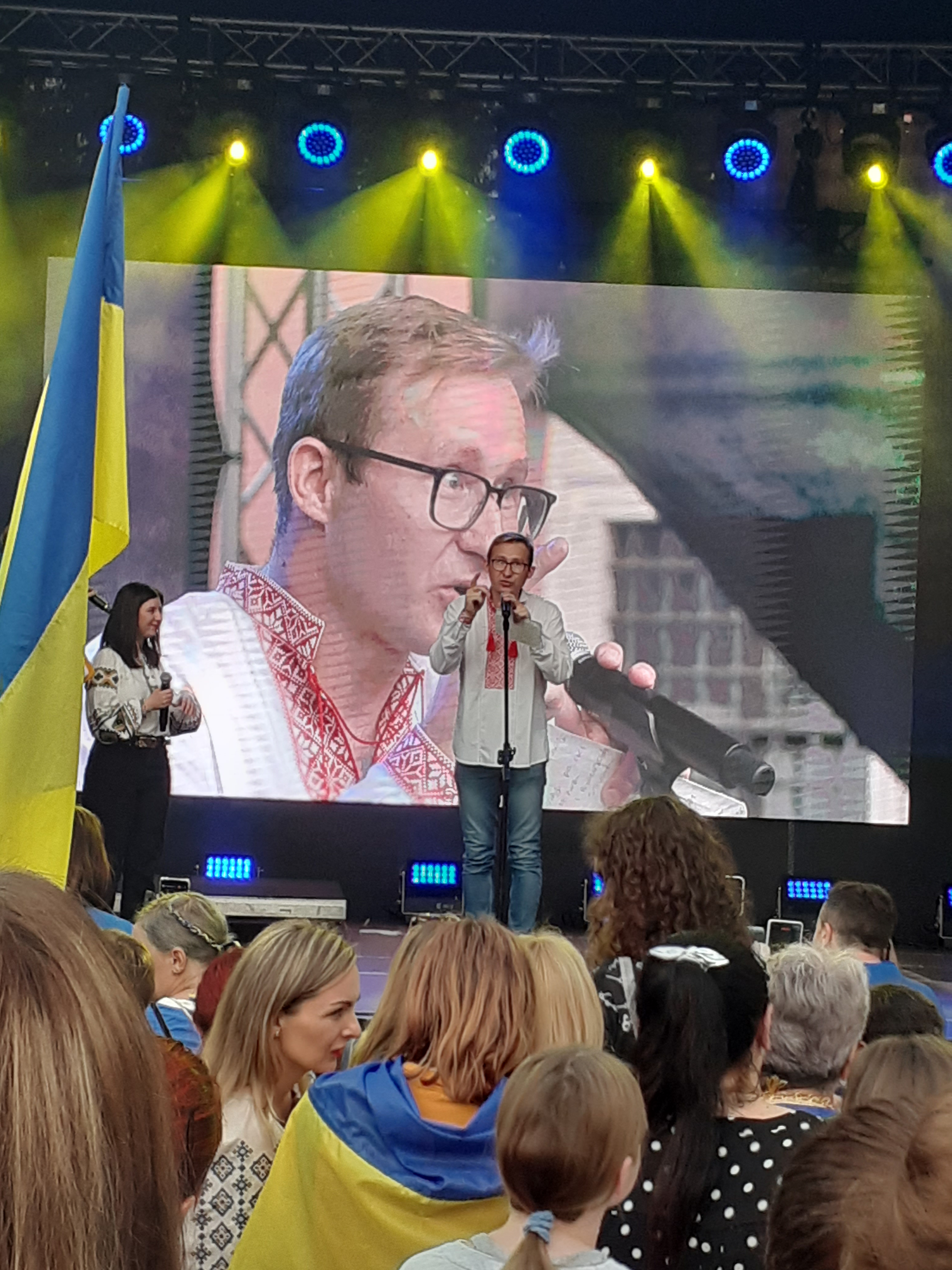
Sławomir Sierakowski w trakcie obchodów ukraińskiego Dnia Niepodległości w Warszawie, 2022.

Ukończył Międzywydziałowe Indywidualne Studia Humanistyczne na Uniwersytecie Warszawskim, w ramach których studiował filozofię, ekonomię i socjologię, dyplom magistra socjologii uzyskując w 2003 roku. Wpływ na jego zainteresowania intelektualne wywarli Tomasz Merta i Dariusz Gawin. Był także słuchaczem seminarium Magdaleny Środy. W 2002 przełożył Manifest kosmopolityczny Ulricha Becka i po przeprowadzeniu dzięki Instytutowi Goethego wywiadu z autorem wziął udział w kierowanym przez niego projekcie badań nad globalizacją pamięci zbiorowej na Uniwersytecie Ludwika i Maksymiliana w Monachium. Podjął studia doktoranckie w Instytucie Socjologii Uniwersytetu Warszawskiego i był stypendystą Collegium Invisibile, Ministra Edukacji Narodowej, Instytutu Goethego, niemieckich fundacji GFPS, DAAD i Akademia Roberta Boscha, a także amerykańskiego German Marshall Fund oraz na uniwersytetach w Princeton, Yale'a i Harvarda.

### Działalność organizacyjna
W 2002 rozpoczął wydawanie „Krytyki Politycznej” dzięki wsparciu finansowemu Zbigniewa Bujaka, od którego uzyskał 10 tys. zł na pierwszy numer pisma. Na zaproszenie Fundacji Galerii Foksal organizował przegląd filmów Artura Żmijewskiego, współpracował jako krytyk teatralny z Romanem Pawłowskim.
W październiku 2003 zainicjował List otwarty do europejskiej opinii publicznej, wystosowany przez 250 polskich intelektualistów w obronie projektu Konstytucji dla Europy i publikowany także za granicą.
W 2005 został prezesem Stowarzyszenia im. Stanisława Brzozowskiego, które prowadzi 5 centrów kultury (Warszawa, Gdańsk, Łódź, Cieszyn, Kijów) oraz 25 lokalnych klubów w Polsce, Ukrainie, Rosji i Niemczech. W 2008 został wskazany przez Aleksandra Kwaśniewskiego jako lider dla „lewicy XXI wieku”. W 2012 uczestniczył obok Józefa Oleksego, Leszka Millera, Włodzimierza Cimoszewicza, Janusza Palikota, Łukasza Foltyna, Janusza Czapińskiego, Dariusza Rosatiego, Pawła Piskorskiego, Tomasza Nałęcza i Marka Borowskiego w organizowanym przez Kwaśniewskiego spotkaniu dyskusyjnym „Dialog i Przyszłość”. Od 2012 jest dyrektorem Instytutu Studiów Zaawansowanych w Warszawie, zorganizowanego przez „Krytykę Polityczną” na wzór IAS w Princeton.
W czerwcu/lipcu 2022 zorganizował z sukcesem zbiórkę pieniędzy na zakup drona Bayraktar dla Ukrainy w celu wsparcia jej podczas rosyjskiej inwazji. W ciągu miesiąca zebrano ponad 24 mln zł. Producent Bayraktara zadeklarował, że przekaże Ukrainie maszynę bezpłatnie, a zebrane pieniądze zostaną przekazane na pomoc humanitarną (podobnie postąpił podczas analogicznej zbiórki miesiąc wcześniej na Litwie, zorganizowanej przez dziennikarza Andriusa Tapinasa, co było inspiracją dla akcji Sierakowskiego).

### Działalność publicystyczna
Debiutował artykułem napisanym we współpracy z Michałem Łuczewskim na łamach „Gazety Wyborczej” w 2001. Zajmuje się przede wszystkim tematyką polityczną, pisząc do m.in. „Krytyki Politycznej”, „Gazety Wyborczej”, „Newsweeka”, „Polityki”, i kulturalną: wraz z Kingą Dunin i Cezarym Michalskim prowadził program Lepsze książki w TVP Kultura). Od jesieni 2008 prowadził wraz z Rafałem Ziemkiewiczem program „Pojedynek” w TVP Historia. Jest felietonistą „New York Timesa”.

### Działalność artystyczna
11 listopada 2007 w TR Warszawa miała miejsce premiera Szewców u bram według Witkacego w reżyserii Jana Klaty, z którym Sierakowski współpracował jako dramaturg, a także współautor adaptacji.
W 2008 wystąpił w filmie izraelskiej artystki Ja’el Bartany Mary Koszmary, w którym na pustym Stadionie Dziesięciolecia wygłasza przemówienie o powrocie trzech milionów Żydów do Polski. Przemówienie napisał razem z Kingą Dunin. Mary Koszmary miały premierę w Centrum Pompidou w Paryżu i były pokazywane w najlepszych muzeach w ponad 20 krajach (m.in. w Jewish Museum i Muzeum Guggenheima w Nowym Jorku, Tate Modern w Londynie, AGO w Toronto, UCI w Los Angeles). Część II: Mur i Wieża powstała w 2009 roku, część III: Zamach reprezentowała Polskę na Biennale w Wenecji w 2011.

## Nagrody
W 2007 znalazł się w finale nagrody dziennikarskiej Grand Press, a w 2008 w finale Nagrody im. Barbary Łopieńskiej.

## Życie prywatne
Jest jedynakiem. Jego przodkowie nie mieli wyższego wykształcenia, matka pracowała jako kierowniczka w Zakładach Wytwórczych Lamp Elektrycznych im. Róży Luksemburg. W początkowym okresie kierowania „Krytyką Polityczną” Sierakowski zajmował odziedziczony po dziadkach dom w warszawskiej dzielnicy Radość, później zamieszkał w wynajętej kawalerce przy ul. Chmielnej, naprzeciwko redakcji „Krytyki Politycznej”.